# Solør Futsal 2011-2012
Questa voce raccoglie le informazioni riguardanti il Solør Futsal nelle competizioni ufficiali della stagione 2011-2012.

## Stagione
Il Solør ha chiuso la stagione al 7º posto finale, peggiorando il 2º posto dell'annata precedente.

## Rosa
| N° | Naz.                 | Ruolo | Sportivo                  | Anno     |  |  |
| -- | -------------------- | ----- | ------------------------- | -------- |  |  |
|    | Norvegia (bandiera)  | POR   | Vidar Anzjøn              | 07.12.75 |  |  |
|    | Norvegia (bandiera)  | POR   | Kjell Ytterdahl           | 16.02.58 |  |  |
|    | Norvegia (bandiera)  | DIF   | Bjørn Holter              | 14.05.73 |  |  |
|    | Norvegia (bandiera)  | DIF   | Hakija Hrnic              |          |  |  |
|    | Norvegia (bandiera)  | DIF   | Anders Owren              |          |  |  |
|    | Norvegia (bandiera)  | UNI   | Håvard Hegre              | 23.11.82 |  |  |
|    | Norvegia (bandiera)  | UNI   | Hans Espen Jordhøy        | 05.10.75 |  |  |
|    | Norvegia (bandiera)  | UNI   | Kristoffer Myrvold        | 31.08.76 |  |  |
|    | Norvegia (bandiera)  | UNI   | Christer Øverland         | 08.01.86 |  |  |
|    | Danimarca (bandiera) | UNI   | Morten Rasch              | 12.04.83 |  |  |
|    | Norvegia (bandiera)  | UNI   | Wilson Urrustarazu        |          |  |  |
|    | Norvegia (bandiera)  | UNI   | Bjørn Viljugrein          | 24.11.69 |  |  |
|    | Norvegia (bandiera)  | PIV   | Lars Berger               | 27.10.86 |  |  |
|    | Norvegia (bandiera)  | PIV   | Marius Folgerø            | 16.09.78 |  |  |
|    | Norvegia (bandiera)  | PIV   | Magnus Johansen           | 11.02.83 |  |  |
|    | Norvegia (bandiera)  | PIV   | Peter Sørensen Nergaard   | 07.11.90 |  |  |
|    | Norvegia (bandiera)  |       | Jørn-Andre Jacobsen Lygre |          |  |  |

## Risultati

### Eliteserie

#### Girone di andata
| Oslo 2 dicembre 2011, ore 20:15 1ª giornata | Nidaros      | 5 – 3 referto | Solør | Ekeberg Idrettshall C\| Arbitro: \| Rafiq (Oslo) \| |
| Arbitro:                                    | Rafiq (Oslo) |               |       |                                                     |

| Oslo 3 dicembre 2011, ore 18:45 2ª giornata | Solør   | 3 – 2 referto | Vadmyra | KFUM-Hallen\| Arbitro: \| Ølmheim \| |
| Arbitro:                                    | Ølmheim |               |         |                                      |

| Oslo 4 dicembre 2011, ore 18:00 3ª giornata | Solør   | 7 – 1 referto | Horten | KFUM-Hallen\| Arbitro: \| Krokdal \| |
| Arbitro:                                    | Krokdal |               |        |                                      |

| Tiller 14 gennaio 2012, ore 16:00 4ª giornata | Vegakameratene | 2 – 2 referto | Solør | KVT Hallen\| Arbitro: \| Krokdal \| |
| Arbitro:                                      | Krokdal        |               |       |                                     |

| Tiller 15 gennaio 2012, ore 10:00 5ª giornata | Tiller        | 2 – 1 referto | Solør | KVT Hallen\| Arbitro: \| Thorsø Hansen \| |
| Arbitro:                                      | Thorsø Hansen |               |       |                                           |

| Oslo 11 dicembre 2011, ore 14:15 6ª giornata | KFUM Oslo | 3 – 3 referto | Solør | KFUM-Hallen\| Arbitro: \| Hussain \| |
| Arbitro:                                     | Hussain   |               |       |                                      |

| Kongsvinger 10 dicembre 2011, ore 19:00 7ª giornata | Kongsvinger | 3 – 5 referto | Solør | Tråstadhallen\| Arbitro: \| Pedersen \| |
| Arbitro:                                            | Pedersen    |               |       |                                         |

| Fyllingsdalen 29 gennaio 2012, ore 14:30 8ª giornata | Holmlia   | 6 – 1 referto | Solør | Framohallen A\| Arbitro: \| Eidhammer \| |
| Arbitro:                                             | Eidhammer |               |       |                                          |

| Fyllingsdalen 28 gennaio 2012, ore 18:15 9ª giornata | Solør    | 4 – 1 referto | Høllen | Framohallen A\| Arbitro: \| Grønevik \| |
| Arbitro:                                             | Grønevik |               |        |                                         |

#### Girone di ritorno
| Oslo 22 gennaio 2012, ore 14:00 10ª giornata | Solør        | 7 – 5 referto | Kongsvinger | Veitvet Idrettshall\| Arbitro: \| Rafiq (Oslo) \| |
| Arbitro:                                     | Rafiq (Oslo) |               |             |                                                   |

| Stjørdal 19 febbraio 2012, ore 12:00 11ª giornata | Solør        | 3 – 5 referto | Holmlia | Stjørdalshallen A\| Arbitro: \| Solum Lystad \| |
| Arbitro:                                          | Solum Lystad |               |         |                                                 |

| Stjørdal 18 febbraio 2012, ore 18:15 12ª giornata | Høllen        | 1 – 4 referto | Solør | Stjørdalshallen A\| Arbitro: \| Thorsø Hansen \| |
| Arbitro:                                          | Thorsø Hansen |               |       |                                                  |

| Kongsvinger 3 marzo 2012, ore 19:00 13ª giornata | Solør   | 1 – 8 referto | Vegakameratene | Tråstadhallen\| Arbitro: \| Ølmheim \| |
| Arbitro:                                         | Ølmheim |               |                |                                        |

| Kongsvinger 4 marzo 2012, ore 10:30 14ª giornata | Solør   | 4 – 4 referto | Tiller | Tråstadhallen\| Arbitro: \| Hussain \| |
| Arbitro:                                         | Hussain |               |        |                                        |

| Oslo 12 febbraio 2012, ore 14:00 15ª giornata | Solør   | 3 – 4 referto | KFUM Oslo | Veitvet Idrettshall\| Arbitro: \| Hanssen \| |
| Arbitro:                                      | Hanssen |               |           |                                              |

| Oslo 24 marzo 2012, ore 11:45 16ª giornata | Solør         | 4 – 6 referto | Nidaros | Ekeberg Idrettshall B\| Arbitro: \| Thorsø Hansen \| |
| Arbitro:                                   | Thorsø Hansen |               |         |                                                      |

| Oslo 24 marzo 2012, ore 18:15 17ª giornata | Vadmyra   | 1 – 1 referto | Solør | Ekeberg Idrettshall B\| Arbitro: \| Rønningen \| |
| Arbitro:                                   | Rønningen |               |       |                                                  |

| Oslo 25 marzo 2012, ore 14:30 18ª giornata | Horten  | 6 – 4 referto | Solør | Ekeberg Idrettshall A\| Arbitro: \| Krokdal \| |
| Arbitro:                                   | Krokdal |               |       |                                                |